# Mening toʻyim
Mening toʻyim   es una película de 2022 dirigida por Zebo Navruzova y escrita por Muhammad Ali Navruzov y Muhammad Ali Navruzov, que también protagoniza. Los personajes principales Sitora Alimjanova y Muhammad Ali Navruzov sobre los problemas de la boda. Sobre los eventos de las bodas uzbekas en la década de 1990. La película también está protagonizada por Shohruhxon y Asal Shodieva.

## Sinopsis
La película fue filmada en la década de 1990 sobre bodas uzbekas.
En la conferencia, Uzbekistán, guionistas e historiadores hablaron sobre la biografía de 1990, la interpretación de los hechos ocurridos en ese período.
El rodaje de la película estuvo a cargo de la compañía cinematográfica "23 Film". Famosos actores uzbekos protagonizaron la película.
El ambiente de aquella época ha sido recreado en el sitio de la película "23 TV". En cooperación con cineastas uzbekos, se crearon escenas urbanas y de bodas en 10 hectáreas de terreno. Se ha creado un modelo de los edificios de Toshkenet en 1990.

## Reparto
- Muhammad Ali Navruzov
- Sitora Alimjonova
- Shohruhxon
- Munisa Rizayeva
- Rihsitilla Abdullaev
- Asal Shodieva
- Oybek Teshboev
- Umidaxon Xoʻjaeva
- Otabek Mirzaxolov
- Muyassar Berdiqulova
- Feruza Sobitova
- Moʻmin
- Abduvali Radjabov
- Tolib Mo‘minov